# محمودآباد (کبودرآهنگ)
محمودآباد (قوزیچی)، روستایی از توابع بخش گل‌تپه شهرستان کبودرآهنگ در استان همدان ایران است.

## جمعیت
این روستا در دهستان مهربان سفلی قرار دارد و براساس سرشماری مرکز آمار ایران در سال ۱۳۹۵، جمعیت آن ۱۰۴ نفر (۳۲ خانوار) بوده‌است.